# Giovanni Filippo Criscuolo
Giovanni Filippo Criscuolo (Gaeta, v. 1500 - 1584) est un peintre italien du XVIe siècle appartenant à l'école napolitaine.

## Biographie
Giovanni Filippo Criscuolo suivit son apprentissage auprès de Andrea da Salerno et de Perino del Vaga à Rome.
Son frère Giovanni Angelico Criscuolo et sa fille  Mariangiola Criscuolo furent aussi peintres.
Francesco Curia fut de ses élèves.
Il a écrit une série de biographies de peintres de Naples.

## Œuvres
- Adoration des mages, Santa Maria del Rosario, Naples
- Vierge à l'Enfant, Santa Maria delle Grazie, Naples
- Christ portant la Croix, San Lorenzo, Naples
- Peintures à  Gaeta.

## Sources
- (en) Cet article est partiellement ou en totalité issu de l’article de Wikipédia en anglais intitulé « Giovanni Filippo Criscuolo » (voir la liste des auteurs).